# PMW
PMW is een Amerikaans merk van vouwscooters.
De bedrijfsnaam is: Padmont Motor Werks. 
De "e" is géén spelfout, hoewel het hier een Amerikaans bedrijf betreft. Hun product is al even vreemd als hun bedrijfsnaam: een opvouwbare step voorzien van een 25 cc tweetaktmotortje van een kettingzaag. Topsnelheid: 20 km/uur.